# Spectra Animation
Spectra Animation es un estudio de animación fundado en 1970, división de la empresa L' Équipe Spectra, con sede en Montreal, Canadá. Su presidente actual es André A. Bélanger.

## Filmografía
- Kid Paddle (coproducido con Collideascope Digital Productions, Taffy Entertainment, Mike Young Productions, LuxAnimation, Alphanim, France 3, Teletoon, y The Learning Channel)
- Toopy & Binoo (coproducido con Treehouse TV)